# Selim Idriss

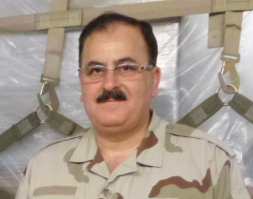
Selim Idriss (2013)

Selim Idriss (arabisch سلیم ادریس Salīm Idrīs, * 1957 in al-Mubarakiya bei Homs) ist ein ehemaliger syrischer Brigadegeneral. Von Dezember 2012 bis Februar 2014 war er sogenannter Stabschef der oppositionellen Freien Syrischen Armee (FSA), wobei die Position in Syrien selbst kein faktisches Kommando darstellt. Seit 2016 ist er Kommandeur der Syrischen Nationalen Armee.

## Leben
Im Rahmen der Militärkooperation zwischen Syrien und der DDR studierte Idriss ab 1984 Elektrotechnik in Dresden. Er promovierte 1990 an der Hochschule für Verkehrswesen zum Thema Theoretische (rechnergestützte) und experimentelle Untersuchung von Problemen der optimalen Dimensionierung von RF-Transistor-Leistungsverstärkern. Nach Syrien zurückgekehrt wurde er Professor an der Militärakademie Aleppo und später General in der regulären Syrischen Armee. Im Juli 2012 desertierte er während des Syrischen Bürgerkrieges zur Freien Syrischen Armee. Im Dezember des gleichen Jahres wurde er Stabschef der FSA.
Am 8. März 2013 reiste Idriss nach Brüssel, um vor dem Europäischen Parlament um Unterstützung für die FSA zu werben. Er sicherte Ghassan Hitto, der am 18. März 2013 von der oppositionellen Syrischen Nationalkoalition zum ersten Ministerpräsidenten der „befreiten Gebiete“ Syriens gewählt wurde, seine Unterstützung zu. Auch befürwortet er ein mögliches Regierungskabinett der Nationalen Koalition.
Im Juli 2013 warnte er in einem Interview mit dem Sender al-Arabiya den Westen davor, unter den Rebellengruppen auch den Islamischen Staat und die Nusra-Front zu unterstützen, diese arbeiteten im Gegensatz zu anderen Gruppen mit dem syrischen Geheimdienst zusammen, versuchten die Kurden in Kämpfe mit anderen Rebellen zu verwickeln und vermieden außerdem auch alle direkten Konfrontationen mit der syrischen Armee. Im Gegenzug dürften sie die Ölfelder in Deir ez-Zor kontrollieren und versorgten von dort aus die Gebiete der Armee mit Öl, wodurch monatliche Einnahmen von 150 Millionen Syrischen Lira entstünden.
Im Dezember 2013 wurde das Hauptquartier von Idriss nahe dem Grenzübergang Bab al-Hawa durch Milizionäre der Islamischen Front gestürmt. Idriss floh daraufhin in die katarische Hauptstadt Doha. Der Sprecher der FSA Khaled Saleh dementierte die US-Angaben und bestätigte andere Meldungen, dass es Verhandlungen mit der Islamischen Front gab. Das Hauptquartier sei unterdessen von Kämpfern der ISIL angegriffen worden.
Am 16. Februar 2014 wurde Idriss als Oberkommandierender abgelöst und durch Oberst Abdelilah Baschir ersetzt. Begründet wurde der Schritt mit einer ineffektiven Führung in den letzten Monaten.